# Balatonmáriafürdő
Balatonmáriafürdő is een plaats (község) en gemeente in het Hongaarse comitaat Somogy.